# Asla legarmeh
Asla legarmeh ׀ ֨(hebräisch אַזְלָא לְגַרְמֵ֨הּ׀) ist eine Trope (von jiddisch טראָפּ trop) in der jüdischen Liturgie und zählt zu den biblischen Satz-, Betonungs- und Kantillationszeichen Teamim, die im Tanach erscheinen. Asla legarmeh zählt zu den Zeichen, die in den drei poetischen Büchern Ijob, Buch der Sprichwörter und im Buch der Psalmen gebraucht werden, und gehört deswegen zu den Ta'amei Sifrei Emet, den Betonungszeichen der poetischen Bücher.

## Beschreibung
| Azla legarmeh                   | Azla legarmeh | Azla legarmeh    | Azla legarmeh | Azla legarmeh |
| ------------------------------- | ------------- | ---------------- | ------------- | ------------- |
| \| אַזְלָא לְגַרְמֵ֨הּ׀ \| ֨ ׀ \| דָּבָ֨ר׀ \| |               |                  |               |               |
| Biblische Betonungszeichen      |               |                  |               |               |
| Sof pasuq                       | ֽ ׃            |                  | Paseq         | ׀             |
| Etnachta                        | ֑              | Segol            | ֒              |               |
| Schalschelet                    | ֓              | Zaqef qaton      | ֔              |               |
| Zakef gadol                     | ֕              | Tipcha           | ֖              |               |
| Rewia                           | ֗              | Zinnorit         | ֘              |               |
| Paschta                         | ֙              | Jetiw            | ֚              |               |
| Tewir                           | ֛              | Geresch          | ֜              |               |
| Geresch muqdam                  | ֝              | Gerschajim       | ֞              |               |
| Qarne para                      | ֟              | Telischa gedola  | ֠              |               |
| Pazer                           | ֡              | Atnach hafuch    | ֢              |               |
| Munach                          | ֣              | Mahpach          | ֤              |               |
| Mercha                          | ֥              | Mercha kefula    | ֦              |               |
| Darga                           | ֧              | Qadma            | ֨              |               |
| Telischa qetanna                | ֩              | Jerach ben jomo  | ֪              |               |
| Ole we-Jored                    | ֫ ֥             | Illuj            | ֬              |               |
| Dechi                           | ֭              | Zarqa            | ֮              |               |
| Rewia gadol                     | ֗              | Rewia mugrasch   | ֜ ֗             |               |
| Rewia qaton                     | ֗              | Mahpach legarmeh | ֤ ׀            |               |
| Azla legarmeh                   | ֨ ׀            | Kadma we-asla    | ֨ ֜             |               |
| Maqqef                          | ־             | Meteg            | ֽ              |               |
| אַזְלָא לְגַרְמֵ֨הּ׀                     | ֨ ׀            | דָּבָ֨ר׀             |               |               |

### Symbol
Legarmeh kommt in zwei Versionen vor. Asla Legarmeh hat zwei Teile und besteht aus dem Symbol des Kadma ֨ und dem senkrechten Strich Paseq ׀.
Mahpach Legarmeh hat zwei ebenfalls zwei Teile und besteht aus dem Symbol des Mahpach ֤ und dem senkrechten Strich Pasek ׀ . Pasek erscheint dabei immer als Zusatz am Ende des Worts.

### Grammatik
Legarmeh ist in beiden Formen ein schwacher disjunktiver Akzent der untersten Ebene und kann keine nachfolgenden Trennzeichen mehr haben. Der Unterschied zwischen beiden Zeichen ist vor allem musikalischer Natur.
Wenn Legarmeh ein vorangehendes disjunktives Zeichen hat, wird Azla legarmeh verwendet, wenn es keine Konjunktion gibt und der Ton fällt auf die erste oder zweite Silbe, so wird Mahpach legarmeh verwendet. Fällt jedoch der Ton auf die dritte oder eine nachfolgende Silbe, so ist es Azla legarmeh. Ein Legarmeh, das zwischen Rewia Mugrasch und vor Silluq auftaucht ist jedoch immer ein Mahpach legarmeh.
Mahpach legarmeh kann keine Konjunktionen haben. Azla legarmeh kann ein einziges vorangehendes konjunktives Zeichen haben, meistens ein Mahpach, ein Zinnorit-Mahpach oder weniger häufig ein Illuj oder Mercha.

## Vorkommen
Mahpach legarmeh und Asla legarmeh zählen zu den Ta’amei Sifrei Emet טַעֲמֵי סִפְרֵי אֱמֶ"ת. „Emet“ ist ein Akronym bestehend aus den hebräischen Anfangsbuchstaben der Bücher Ijob אִיוֹב = Aleph, Sprichwörter מִשְלֵי (Mischle) = Mem und Psalmen תְהִלִּים (Tehilim) = Taw, dazu kommen noch Vokale, um den Begriff aussprechen zu können. Die Tabelle zeigt das Vorkommen der beiden Formen von Legarmeh in den drei poetischen Büchern.
| Teil des Tanach | Mahpach legarmeh | Azla legarmeh |
| --------------- | ---------------- | ------------- |
| Psalmen         | 197              | 252           |
| Ijob            | 36               | 45            |
| Sprüche         | 26               | 27            |
| Gesamt          | 259              | 324           |